# المشقعة (دوعن)
'

تعديل مصدري - تعديل

المشقعة هي إحدى قرى عزلة صيف بمديرية دوعن التابعة لمحافظة حضرموت، بلغ تعداد سكانها 66 نسمة حسب تعداد اليمن لعام 2004.